# Koffi Sama
Koffi Sama (* Amoutchou, 1944 -  ) es un político togolés.
Ocupó el cargo de primer ministro de Togo desde el 27 de junio de 2002 hasta el 9 de junio de 2005.

## Biografía
Nació en Amoutchou  in Ogou Prefecture.
Después de la escuela secundaria en Lycée Bonnecarrère en Lomé, se matriculó en la Escuela Nacional de Veterinaria de Toulouse, donde en 1972 obtuvo el doctorado de Estado en Medicina Veterinaria, especializándose en higiene y en la industria alimentaria.
Entre 1981 y 1984 fue ministro de la Juventud, Deportes y Cultura. De 1986 a 1990 fue director Regional de Desarrollo Rural y Marítimo y de 1990 a 1996 fue director general de la Compañía Togolesa de Algodón. Fue luego nombrado ministro de Salud (1996-1999). En marzo de 1999 fue elegido para la Asamblea Nacional por el RPT. Luego fue nombrado ministro de Educación e Investigación, permaneció en ese puesto hasta que el 2002, año en que fue designado primer ministro.